# فيليبي أليكساندر جانواريو غوميز
فيليبي أليكساندر جانواريو غوميز هو لاعب كرة قدم برازيلي في مركز حراسة المرمى، ولد في 6 ديسمبر 1988 في Vilhena ‏ في البرازيل. لعب مع باوليستا ونادي أبولون سميرني ونادي سان خوسيه ونادي كرويا باكروييس.

## وصلات خارجية
- فيليبي أليكساندر جانواريو غوميز على موقع قاعدة بيانات كرة القدم.إي يو (الإنجليزية)
- فيليبي أليكساندر جانواريو غوميز على موقع Soccerway.com (الإنجليزية)